# Eugenia Machała
Eugenia Machała z d. Kwiatkowska, ps. Mała Genia  (ur. 20 (lub 26) marca 1927 w Czyżewie, zm. 11 listopada 1968 w Warszawie) – piętnastoletnia łączniczka i kolporterka „Mała Genia” w GL-AL Warszawa, od 1944 łączniczka Batalionu AL „Czwartaków”, uczestniczka powstania warszawskiego, maszynistka w Sztabie 2 Armii Wojska Polskiego, członkini PPR.

## Życiorys
Urodziła się 20 (lub 26) marca 1927 w Czyżewie koło Gąbina pow. Gostynin w rodzinie rolników Józefa i Agnieszki Kwiatkowskich. Mając piętnaście lat w 1942 jako „Mała Genia” wstąpiła do Gwardii Ludowej na terenie Sochaczewa. Była łączniczką operującego w pobliżu miasta oddziału GL, którym dowodził Stanisław Gać ps. ,,Kuba". W czerwcu 1943 odkomenderowano ją do Warszawy do Związku Walki Młodych Dzielnica Wola, w którym pełniła funkcje łączniczki i kolporterki. Rozprowadzała wówczas gazetki „Gwardzista”, „Trybuna Wolności”, „Głos Warszawy” i „Walka Młodych”, często rozwożąc paczki, które miały pokaźne rozmiary i były trudne do ukrycia,  zarówno na terenie miasta (na Wolę, Koło, Saską Kępę), jak i dalej do Sochaczewa. Kolportaż bywał połączony z „wiecem”, który organizowano na terenie szkół lub zakładów i wówczas odbywał się ze zbrojną obstawą.                                                                                                                                                                                                                                                                                                                                                                          W tym czasie mieszkała w sublokatorskim pokoju znajdującym się przy ul. Hożej, który zajmowała razem z Janiną Pietrzak i Tadeuszem Pietrzakiem ps. „Tadek”. Następnie „Mała Genia” była sekcyjną kobiecej sekcji ZWM na Woli, a w 1944 została łączniczką, a także kolporterką Batalionu AL „Czwartaków" którym dowodził T. Pietrzak. Uczestniczyła w wielu ryzykownych akcjach: m.in. „malowania na murach” i „akcjach propagandowych”, które polegały na rozrzucaniu całej paczki „bibuły” w miejscach w których gromadziło się więcej ludzi, np. przed kinami albo słuchających komunikatów radiowych, które były nadawane po polsku przez zainstalowane przez Niemców „szczekaczki”.
Wybuch powstania warszawskiego zastał „Małą Genię” podczas roznoszenia prasy na Pradze i tam została lekko ranna. Nie mogąc przedostać się do swojego oddziału AL znajdującego się na ul. Hożej, zgłosiła się do oddziału Armii Krajowej od którego otrzymała opaskę i została - zajmując się również opatrywaniem rannych - skierowana do paczkowania żywności. W momencie zajęcia prawobrzeżnej Warszawy przez wojska sowieckie rozpoczęła pracę w Komitecie Wojewódzkim PPR. Następnie zgłosiła się do Sztabu 2 Armii WP, który stacjonował w Kawęczynie i w nim rozpoczęła pracę jako maszynistka. Stamtąd wysłano Eugenię do szkoły oficerskiej. W maju 1945 ukończyła szkołę oficerską w stopniu podporucznika i otrzymała przydział do Głównego Zarządu Polityczno-Wychowawczego Wojska Polskiego, gdzie do października pracowała na stanowisku instruktora ewidencji. Później od kwietnia 1946 do maja 1947 zaczęła pracę w administracji państwowej, w której była zatrudniona jako referent statystyczny w Państwowych Zakładach Przemysłowych w Lwówku Śląskim, skąd przeniosła się do Biura Projektów Prozamet, a następnie do pracy w KC Polskiej Zjednoczonej Partii Robotniczej. Od 1948 referent sprawozdawczości w Centralnym Zarządzie Przemysłu Fermentacyjnego w Warszawie. Od 1945, należąc do PPR, od 1949 do PZPR oraz do Towarzystwa Przyjaźni Polsko-Radzieckiej.  Była także aktywistką Zarządu Dzielnicowego ZBoWiD-Ochota, członkiem Komisji Historycznej przy KC ZMS, opiekunką hufca harcerskiego im. „Czwartaków” na Żoliborzu, członkiem Komitetu b. Żołnierzy AL im. „Czwartaków”.
Zmarła 11 listopada 1968 w Warszawie.

## Odznaczenia
- Krzyż Srebrny Orderu Wojennego Virtuti Militari – Uchwała Rady Państwa Nr 0/826 z 28 sierpnia 1959 za zasługi położone w walkach z hitlerowskim okupantem[1]
- Krzyż Walecznych
- Krzyż Partyzancki
- Złoty Krzyż Zasługi
- Medal Zwycięstwa i Wolności
- Medal za Warszawę 1939–1945
- Złote Odznaczenie im. Janka Krasickiego